# Antonio Farinatti
Antonio Luigi Farinatti (Migliaro, 7 febbraio 1905 – Parenzo, 1943) è stato un militare italiano, decorato di Medaglia d'oro al merito civile e di Medaglia d'argento al valor militare alla memoria nel corso della seconda guerra mondiale.

## Biografia
Nacque a Migliaro, provincia di Ferrara, il 7 febbraio 1905, figlio di Romolo, di professione falegname, e della signora Pasqua Bonora. Frequentò la scuola elementare sino alla quarta classe, e poi andò a lavorare come carpentiere per aiutare la famiglia che versava in difficili condizioni economiche. Dopo la fine della grande guerra aderì al nascente Partito Nazionale Fascista e partecipò successivamente, diciassettenne, alla marcia su Roma (28 ottobre 1922). Nel febbraio 1923 presentò domanda di arruolamento nella Regia Guardia di Finanza, che fu accettata l'11 ottobre dello stesso anno, quando partì in treno per raggiungere il battaglione di formazione a Verona. Rimase presso la caserma di San Zeno per sei mesi, completando l'addestramento, e poi fu assegnato in servizio alla Brigata stanziale di Piedicolle, dipendente della Legione di Venezia. Il 16 dicembre 1925 fu trasferito in servizio alla Brigata “volante” di Porto Nogaro. Tra il 1926 e il 1927 frequentò il corso per Sotto Brigadieri a Caserta, al termine del quale, il 1 luglio 1927 prese servizio a Cernobbio, sul confine con la Svizzera, rimanendovi sino al luglio 1929. Tra il 10 dicembre 1928 e il 25 gennaio 1929 frequentò la Scuola Alpina della Guardia di Finanza a Predazzo, in provincia di Trento, ottenendo la qualifica di sciatore. A causa di una questione d'amore, frequentava una ragazza del posto che rimase incinta, fu trasferito dapprima a Maslianico e poi a Bormio dove fu promosso brigadiere entrando in servizio permanente effettivo. Il 1 dicembre 1929 fu trasferito a Maddaloni, presso la scuola finanziari, per ricoprire il ruolo di istruttore, rimanendovi per circa un anno e poi fu mandato a Palermo, in Sicilia, e quindi, il 1 novembre 1930 a Licata. Nell’aprile 1933 fu trasferito alla Brigata litoranea di Palma di Montechiaro, in provincia di Caltanissetta, rimanendovi sino al gennaio 1934, quando venne destinato a prestare servizio presso la Legione di Firenze, in forza alla Brigata litoranea di Cesenatico. Il 22 gennaio 1934 sposò a Cernobbio la signorina Luigia Della Torre, che gli aveva già dato una bambina, Maria, e da cui ebbe un'altra figlia, Stefania. Il 1 ottobre 1935 venne trasferito a Bellaria, il 1 aprile 1937 presso la Brigata “stanziale” di Ravenna città, il 1 maggio 1938 alla Brigata “volante” di Palci, una frazione del comune di San Pietro del Carso, e il 12 gennaio 1940 alla Brigata “volante” di Postumia. Promosso maresciallo ordinario il 6 maggio 1940, qui si trovava all'atto dell'entrata in guerra del Regno d'Italia, avvenuta il 10 giugno dello stesso anno, subito mobilitato a copertura della frontiera orientale. Il 27 marzo 1941 fu messo a disposizione del Settore di frontiera di Postumia che, nel frattempo, era stato dichiarato “in stato di guerra” e posto alle dirette dipendenze del Comando supremo del Regio Esercito. Dopo il termine della campagna di Jugoslavia, il 22 ottobre 1941 venne posto al comando della Brigata “litoranea” di Parenzo. Il 6 giugno 1942 fu promosso maresciallo capo, e si trovava in servizio a Parenzo all'atto della proclamazione dell'armistizio dell'8 settembre 1943. Rimasto di presidio alla città con i suoi finanzieri, insieme ai carabinieri del maresciallo Torquato Petracchi, i due sottufficiali si adoperarono in difesa della popolazione locale sino all’arrivo a Parenzo dei miliziani slavi dell'Esercito Popolare di Liberazione della Jugoslavia, avvenuto alle ore 10 del 14 settembre. Fatto prigioniero dai miliziani presso la sua abitazione nella notte tra il 20 e il 21 settembre, fu trasferito a Pisino, dove rimase rinchiuso nel locale castello di Montecuccoli sino alla mattina del 4 ottobre. In quello stesso giorno fu trasferito ad Arsia e poi a Vines, dove fu gettato ancora vivo dai miliziani in una foiba della profondità di 146 metri, legato con del fil di ferro ad un altro prigioniero. Insieme a lui quel giorno trovarono la morte altre 83 persone. Il suo corpo fu recuperato dai vigili del fuoco il 25 ottobre 1943. Decorato inizialmente con la Medaglia d'argento al valor militare alla memoria, il 4 luglio 2007 gli fu concessa la Medaglia d'oro al merito civile.

### Annotazioni
1. ↑  Secondo il regolamento di servizio vigente all'epoca un milite della guardia di finanza non poteva sposarsi prima dei 28 anni.

### Fonti
1. 1 2  Severino, Sancimino 2019, p. 13.
2. ↑  Severino, Sancimino 2019, p. 15.
3. ↑  Severino, Sancimino 2019, p. 16.
4. ↑  Severino, Sancimino 2019, p. 17.
5. ↑  Severino, Sancimino 2019, p. 18.
6. ↑  Severino, Sancimino 2019, p. 19.
7. ↑  Severino, Sancimino 2019, p. 20.
8. 1 2  Severino, Sancimino 2019, p. 21.
9. 1 2  Severino, Sancimino 2019, p. 22.
10. ↑  Severino, Sancimino 2019, p. 23.
11. ↑  Severino, Sancimino 2019, p. 24.
12. 1 2  Severino, Sancimino 2019, p. 25.
13. ↑  Severino, Sancimino 2019, p. 26.
14. ↑  Severino, Sancimino 2019, p. 27.
15. ↑  Severino, Sancimino 2019, p. 28.
16. ↑  Severino, Sancimino 2019, p. 29.
17. ↑  Severino, Sancimino 2019, p. 32.
18. ↑  Papo de Montona 1999, p. 90.
19. ↑  Severino, Sancimino 2019, p. 46.
20. ↑  Severino, Sancimino 2019, p. 50.
21. 1 2  Severino, Sancimino 2019, p. 56.
22. ↑  Severino, Sancimino 2019, p. 57.
23. ↑  Sito web del Quirinale: dettaglio decorato.